# Auguste Bakhos
 (décembre 2019).
Auguste Bakhos, né le 1er janvier 1923 à Bauchrieh (Liban) et mort le 13 mars 2016 à Beyrouth, est un avocat et homme politique libanais qui a servi pendant 24 ans en tant que membre du Parlement libanais. Il a été président de la commission des Lois du Parlement pendant plus de 16 ans et a ensuite été nommé président du comité législatif chargé de moderniser les lois libanaises. Il a également été l'un des principaux instigateurs, artisans et signataires des accords de Taëf qui ont mis fin à la guerre civile libanaise.

## Biographie
Fils d'un médecin, Auguste Bakhos est né à Bauchrieh (Metn Nord, Liban) en 1923. En 1952, il épouse Nadia Raji qui donne plus tard naissance à trois enfants : Leila, César et Nada. 
Auguste Bakhos avait quatre frères et deux sœurs. Il a perdu son père à l’âge de huit ans et a dû épauler sa jeune mère dans l’éducation du reste de ses frères et sœurs. 
Après ses études secondaires, il intègre la faculté de droit de l'Université Saint-Joseph où il obtient son diplôme en 1946. Il rejoint ensuite un cabinet d'avocats libanais dirigé par le président du Barreau libanais de l’époque, Maître Edmond Gaspar. En 1950, il ouvre son propre cabinet.
En 1953, il est élu à la tête de la municipalité Libanaise de Bauchrieh, Sed el Bauchrieh et Jdaydeh. Son nom a été donné à l’une des principales routes de la région, où est érigée une statue à son effigie.
En 1972, Auguste Bakhos a été élu député parlementaire représentant la région du Metn Nord au Liban et a été plus tard à la tête de la Commission des Lois de l’Assemblée qu’il dirigera pendant plus de seize ans. 
En 1996, il est nommé Président de la Commission chargée de la création de nouvelles lois et de la modernisation des lois existantes. En 2000, il crée un Comité d’arbitrage qui regroupera plus tard un panel large de juristes Libanais seniors.
Il est l’un des fondateurs du Parti Démocratique Libanais qui a adopté la laïcité et le socialisme modéré tout en rejetant le sectarisme. Il a également participé au lancement du groupe des indépendants au parlement libanais ainsi que le groupe de réflexion des députés maronites indépendants. Il a été aussi l’un des membres du comité rédacteur du Projet Chrétien pour la Réconciliation Nationale et l’un des principaux rédacteurs du Document de Réconciliation Nationale à Taef qui a mis fin à la guerre civile Libanaise en 1990. 